# 埼玉県道269号上伊草坂戸線

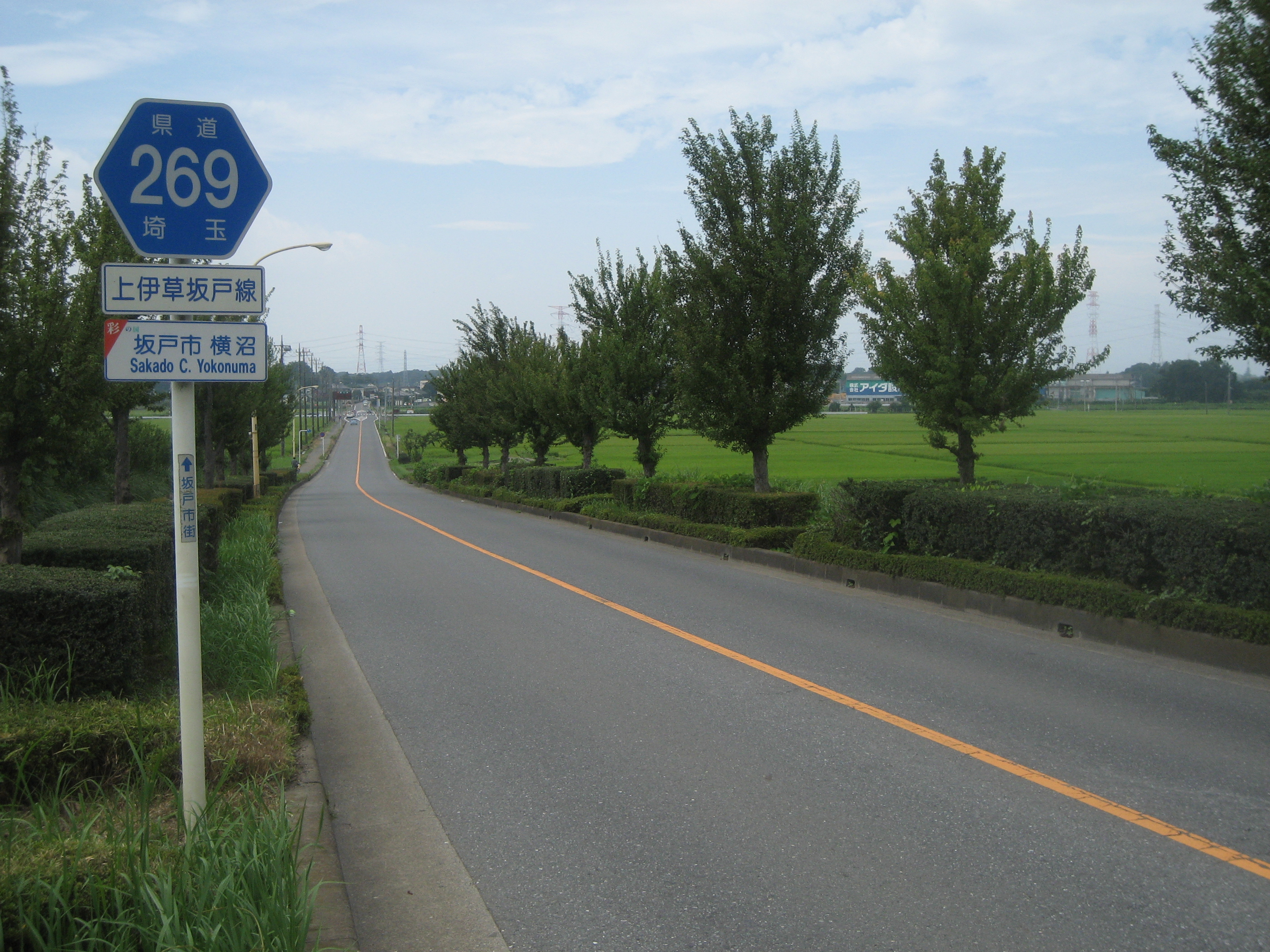
坂戸市横沼付近

埼玉県道269号上伊草坂戸線（さいたまけんどう269ごう かみいぐささかどせん）は、埼玉県比企郡川島町から坂戸市に至る県道である。

## 概要
川島町上伊草と坂戸市石井を結ぶ一般県道。坂戸市石井地区には狭隘区間がある。
伊草小学校交差点から道場橋東詰交差点までの区間はかつては国道254号だった。

## 路線データ
- 起点：埼玉県比企郡川島町大字上伊草（埼玉県道76号鴻巣川島線交点）
  - 上伊草交差点ではなく、伊草小学校前交差点である。両交差点間は埼玉県道76号鴻巣川島線。
- 終点：埼玉県坂戸市（国道407号交点）
- 総距離：6,232 m

## 通過する自治体
- 埼玉県
  - 比企郡川島町 - 坂戸市

## 接続・交差する道路
- 埼玉県道76号鴻巣川島線（比企郡川島町・伊草小学校前交差点）
- 首都圏中央連絡自動車道・坂戸インターチェンジ（坂戸市）（本路線の支線を経由して接続）
- 埼玉県道256号片柳川越線（坂戸市・塚越交差点）
- 国道407号（坂戸市・ろう学校前交差点）

## 交差する鉄道路線、おもな河川
- 越辺川（比企郡川島町・坂戸市、道場橋）

## 沿線
川島町
- 川島町立伊草小学校

坂戸市
- 西入間警察署三芳野駐在所
- 坂戸市立三芳野小学校
- 坂戸市三芳野公民館
- 横沼簡易郵便局
- 坂戸市立住吉中学校
- 光明寺
- 大智寺
- 埼玉県立坂戸ろう学校